# German Barcode of Life
German Barcode of Life, kurz GBOL, ist ein Projekt, das seit 2011 durch das Bundesministerium für Bildung und Forschung (BMBF) gefördert wird und sich zum Ziel gesetzt hat, die genetische Charakterisierung von Tieren, Pflanzen und Pilzen der heimischen Fauna mittels DNA-Barcodes zu inventarisieren. Um eine entsprechende Referenz-Bibliothek aufbauen zu können, kommt für eine zuverlässige Artbestimmung das Verfahren des DNA-Barcodings zur Anwendung, da es sowohl kostengünstig als auch automatisierbar ist. Neben Deutschland, das hierbei eine führende Funktion ausübt, beteiligen sich auf internationaler Ebene Naturkundemuseen, Zoos, Herbarien, Forschungseinrichtungen und staatliche Institutionen.

## Hintergründe und Ziele
Das aktuelle Artensterben und der zunehmende globale Wandel erfordern ein Expertensystem zur raschen Artenbestimmung, um weltweiten Forderungen zur Aufrechterhaltung der Biodiversität nachkommen zu können. Hintergründig hängen davon insbesondere Forschungs- und Anwendungsbereiche wie beispielsweise Naturschutz, Land- und Forstwirtschaft, Ökologie, Medizin und Pharmazie ab. Dahingehend soll die bestehende Artenvielfalt schnell und vor allem umfassend dokumentiert werden, um entsprechende Schutzmaßnahmen einleiten zu können. Gegenwärtig wird davon ausgegangen, das ca. 8,7 Millionen Arten von Organismen auf der Erde leben, jedoch erst 1,7 Millionen davon beschrieben und katalogisiert wurden. Um die Differenz der fehlenden 7 Millionen Arten durch Experten zuverlässig bestimmen zu können, wären Schätzungen zufolge 8.700 Taxonomen erforderlich, derzeit arbeiten weltweit jedoch nur zwischen 4.000 und 6.000 Taxonomen. Hinzu kommt noch, dass diese bereits als ausgelastet gelten.

## Arbeitsweise
Für die Umsetzung und um den Erfordernissen gerecht zu werden, ist der Aufbau von Laboren und die Bereitstellung von Informationstechnik von großer Bedeutung. Ihre Aufgabe ist das Erstellen von Barcode-Referenzsequenzen, im Verbund mit bildhaft erstellten Belegexemplaren und entsprechenden Biobank-Proben. Ziel des GBOL ist es hierbei, diese Experten, d. h. Taxonomen und Artenkennern, zusammenzuführen, ihnen die Möglichkeit zum Auffinden von Proben zu geben und ihnen entsprechende Forschungseinrichtungen zur Verfügung zu stellen. Die Ergebnisse werden dann von GBOL in einer umfassenden „DNA-Barcode“ Datenbank zusammengefasst.

## Koordination
Für die Koordination dieser Tätigkeiten ist das Museum Koenig (ZFMK) in Bonn zuständig, das neben der Datenbank auch die „Barcode Factory“ aufbaut und für die Durchführung von Massenproben verantwortlich ist.

## DNA-Barcoding
In ähnlicher Weise wie der Strichcode auf Lebensmittel-Verpackungen wird die Abfolge der Basenpaare beim DNA-Barcoding als taxonomische Methode zur Bestimmung für eine bestimmte Art verwendet. DNA-Barcoding, inzwischen internationaler Standard, dient nun der schnellen und zuverlässigen Identifizierung von Arten bei Tieren, Pflanzen und Pilzen. Das Verfahren findet Anwendung in zwei Phasen:
- Etablierungsphase: In dieser Phase wird eine DNA-Barcode-Referenz-Datenbank durch Zusammenarbeit von Artenkennern, Taxonomen und Forschungslaboratorien erstellt.[4]
- Anwendungsphase: Diese Phase ermöglicht Interessenten die kostenlose und freie Nutzung der Datenbanken und bietet ihnen gleichzeitig weitere Anwendungsmöglichkeiten.[4]

## Projekte

### GBOL I+II
GBOL I+II dient der Erfassung der in Deutschland vorkommenden Tiere, Pflanzen und Pilze in einer DNA-Barcode-Referenzbibliothek.

### GBOL III: Dark Taxa
Das Projekt GBOL III: Dark Taxa hat sich zum Ziel gesetzt, die noch offenen Fragen in weiten Teilen der noch unbekannten Fauna Deutschlands anzugehen. Diese als „Dark Taxa“ bezeichneten Arten umfassen Fliegen und Mücken (Diptera) und parasitoide Hymenoptera. Auch diese Arten sollen erforscht und letztlich der DNA-Barcode-Referenzbibliothek zugeführt werden.

### DNA-Barcode-Referenzbibliothek
Die DNA-Barcode-Referenzbibliothek, auch „Barcode Library“ genannt, ist öffentlich zugänglich und dient insbesondere der Artenidentifikation oder dem Abgleich mit eigenen Barcode-Sequenzen. Um sie aktuell zu halten, wird sie fortlaufend ergänzt.

## Partnerprojekt

### Caucasus Barcode of Life (CaBol)
Das Caucasus Barcode of Life Projekt dient der Erfassung von weiteren Tier- und Pflanzenarten aus dem Kaukasus, da diese Region als Biodiversitäts-Hotspot angesehen wird. Zu diesem Zweck soll eine eigene und öffentlich zugängliche Referenzbibliothek aufgebaut werden.

## Nationale und Internationale GBOL-Partner
- International Barcode of Life (iBOL)[4]
- Barcoding Fauna Bavarica
- Canadian Centre for DNA Barcoding
- Canadian Barcode of Life
- DNA-Bank-Netzwerk
- Freshwater Diversity Identification for Europe (FREDIE)
- Thüringer Entomologenverband e. V.
- Arbeitskreis Diptera